# منيف الحسيني
منيف بن "محمد عارف" الحسيني (1899- 1983) شاعر فلسطيني، ولد في مدينة القدس ثم انتقل إلى نابلس وأنهى المرحلة الابتدائية فيها، ثم عاد للقدس وأنهى تعليمه الثانوي في المدرسة المأمونيّة، وأكمل تعليمه في المكتب السلطاني. توفي في القدس عام 1983.

## حياته
تلقى تعليمه العالي في معهد خضوري في مدينة طولكرم عام 1921، وعُيّن مديراً للمدرسة الابتدائية في المكتب السلطاني في الحرب العالمية الأولى، ثم دخل المدرسة الزراعية في القدس، لكنها أغلقت بسبب دخول اللنبي والقوات البريطانية وشارك في عقد المؤتمر العربي الفلسطيني الأول وأصبح عضواً في لجنته التنفيذية وشارك في تأسيس النادي العربي وسعى إلى فتح معهد روضة المعارف الذي كان له دور كبير في دعم الحركة الوطنية وتوجيهها. عمل منيف مدرساً في المدرسة الرشيدية والمدرسة المأمونية في القدس، ثم عاد إلى متابعة دراسته الزراعية في الغوطة في سورية. وبعد ذلك عُين مديرًا لمعهد خضوري الزراعي في طولكرم واستقال بعد عام ليتفرغ للعمل الوطني.
أسس في مطلع عام 1927 "جريدة الجامعة العربية"، واستمرت تسع سنوات حتى أغلقتها سلطات الانتداب واعتقلته حتى عام 1937، ثم انتقل إلى القاهرة في مهمة وطنية وتبنّت جمعية الشبّان المسلمين عمله وأصدرت النشرات والمطبوعات لتوزيعها في أنحاء العالم. انتقل بعدها إلى لبنان ليلتحق بالحاج أمين الحسيني عام 1939 وعندما بدأت حملة الاعتقالات الفرنسية عليهم غادروا إلى العراق وشاركوا في ثورة رشيد عالي الكيلاني، ثم استقر في السعودية في عام 1942 وبات سفير الدولة الفلسطينية هناك.
عمل مع عبد القادر الحسيني في الحشد لدعم القضية الفلسطينية بعدما وافاه إلى السعودية، وبعدها غادر إلى مصر في عام 1946. وانتقل بعدها مع أجهزة الهيئة العربية العليا إلى بيروت مرافقاً الحاج أمين الحسيني.

## أعماله
كتب منيف الحسيني العديد من المقالات بالإضافة إلى البيان المطوّل للدفاع عن الحاج أمين، الذي طُبع في كتاب بعنوان "بيان للأمة بشأن الحملات الأثيمة التي تُشنّ على سماحة المفتي الأكبر وعلى المجلس الإسلامي الشرعي الأعلى". وكتب العديد من القصائد التي كان ينشرها في الصحف الفلسطينية قبل النكبة من بينها قصيدة "يوم بحطين إكفهر سماؤه" ونشرت في صحيفة القدس الصادرة في الثاني من أيلول من العام 1932.